# Poběžovice u Přelouče
Poběžovice u Přelouče é uma comuna checa localizada na região de Pardubice, distrito de Pardubice.